# (2329) Орф
(2329) Орф (др.-греч. Ὄρθος) — околоземный астероид из группы аполлонов, который характеризуется довольно вытянутой орбитой, из-за чего в процессе своего движения вокруг Солнца он пересекает не только орбиту Земли, но и Марса. Он был открыт 19 ноября 1976 года немецким астрономом Г.-Э. Шустером в обсерватории Ла-Силья и был назван в честь Орфа, чудовищного двухголового пса великана Гериона в древнегреческой мифологии.

Орбита астероида Орф и его положение в Солнечной системе
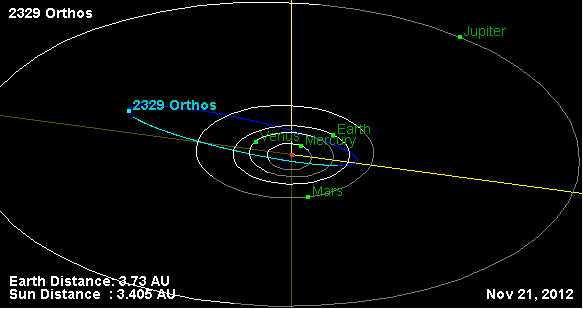
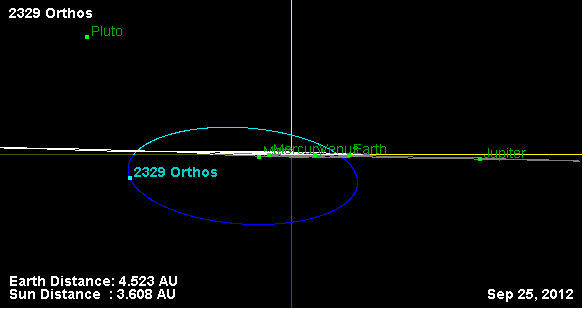
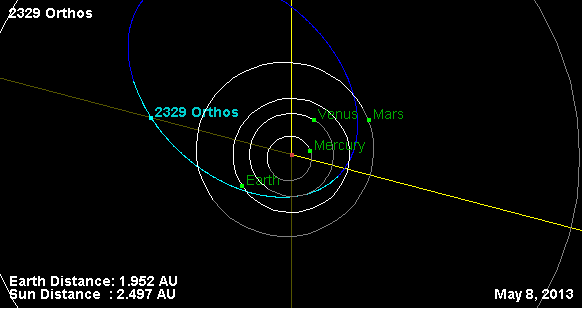